# Ulphée-Wilbrod Rousseau
Pour les articles homonymes, voir Rousseau.
Ulphée-Wilbrod Rousseau, né le 26 janvier 1882 à Sainte-Geneviève-de-Batiscan et mort le 11 septembre 1967 à Joliette, est un homme politique québécois.

## Biographie
Il est élu en 1935 sous la bannière de l'Action libérale nationale. Rousseau était membre du groupe qui décida de s'unir avec le Parti conservateur du Québec pour former l'Union nationale. En 1936, il est réélu mais sous la bannière unioniste. Il ne s'est pas représenté en 1939.